# Bryan Roy
Bryan Edward Steven Roy (født 12. februar 1970 i Amsterdam, Holland) er en tidligere hollandsk fodboldspiller, der spillede som kantspiller hos flere europæiske klubber, samt for Hollands landshold. Af hans klubber kan blandt andet nævnes Ajax Amsterdam i hjemlandet, Nottingham Forest fra England samt tyske Hertha Berlin.

## Landshold
Roy spillede i årene mellem 1989 og 1995 32 kampe for Hollands landshold, hvori han scorede ni mål. Han repræsenterede sit land ved VM i 1990, EM i 1992 samt VM i 1994.